# 行橋駅
行橋駅（ゆくはしえき）は、福岡県行橋市西宮市二丁目にある、九州旅客鉄道（JR九州）・平成筑豊鉄道の駅である。

## 概要
福岡県東部に位置する京築地域の中心都市・行橋市の代表駅で、ななつ星 in 九州と36ぷらす3を除く全旅客列車が停車する。
JR九州の日豊本線と、平成筑豊鉄道の田川線の2路線が乗り入れる。田川線は当駅が起点である。
JR九州にはJF10、平成筑豊鉄道にはHC31の駅番号がそれぞれ設定されている。
JR行橋駅の事務管コードは▲910508である。

## 歴史
- 1895年（明治28年）

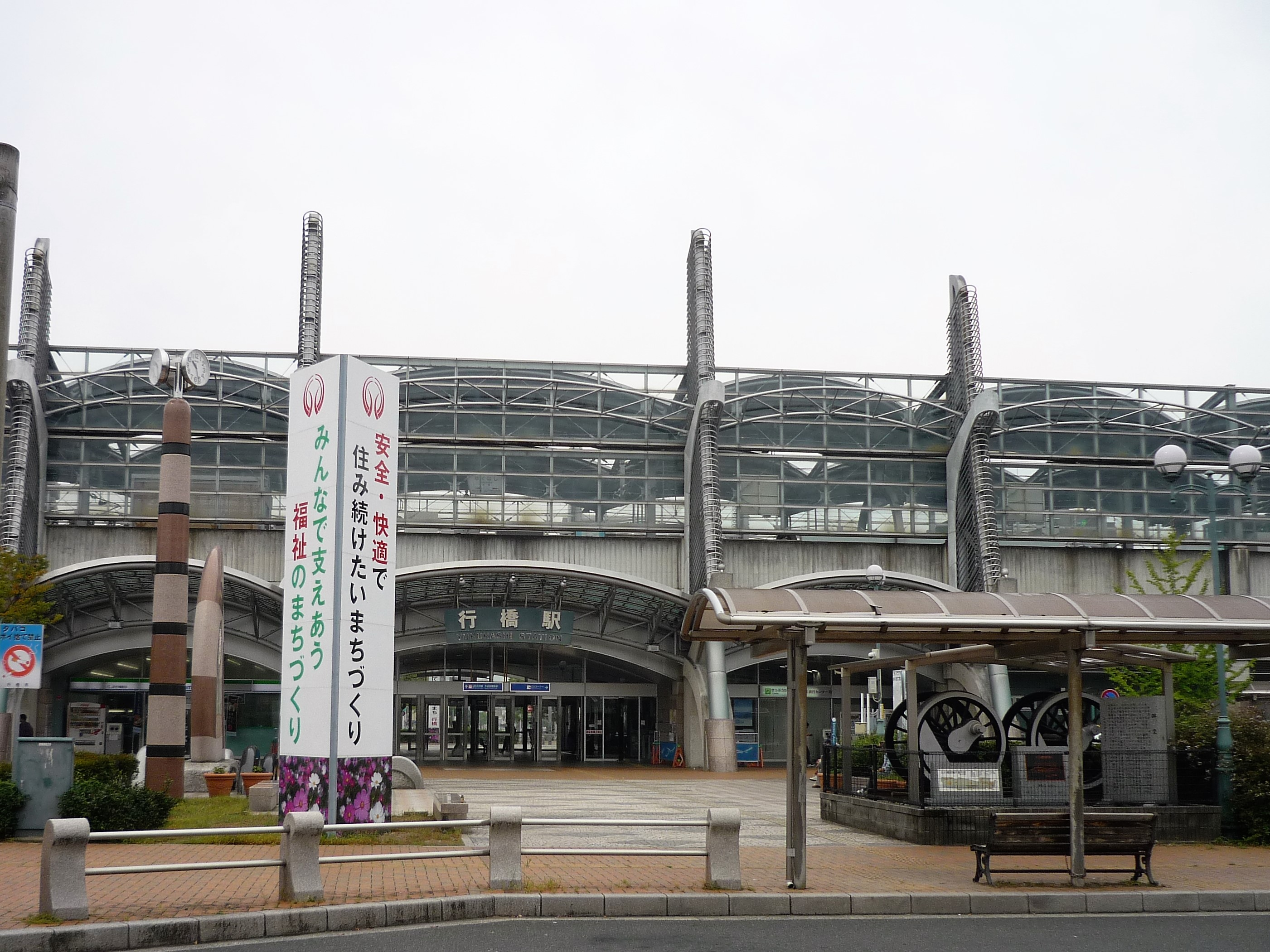
東口駅舎

  - 4月1日：初代九州鉄道が行橋町行事に行事駅を開設、小倉 - 行事間を開業[4]。
  - 8月15日：初代豊州鉄道が現在地に行橋駅を開設[2]、行橋 - 伊田間を開業。九州鉄道は延伸して行橋駅を共同駅とし、行事駅を廃止した[5]。
- 1897年（明治30年）9月25日：豊州鉄道が行橋駅 - 長洲駅（現・柳ケ浦駅）間を延伸開業。新田原駅・椎田駅・松江駅（現・豊前松江駅）・宇ノ島駅（現・宇島駅）・中津駅・今津駅・四日市駅（現・豊前善光寺駅）・長洲駅（現・柳ケ浦駅）が開業。
- 1901年（明治34年）9月3日：豊州鉄道を初代九州鉄道が買収[6]。
- 1907年（明治40年）7月1日：九州鉄道（初代）が国有化、帝国鉄道庁が所管[7]。
- 1909年（明治42年）
  - 10月2日：当駅 - 伊田（現・田川伊田駅） - 添田駅間を田川線に命名。
  - 10月12日：小倉 - 柳ケ浦駅間を豊州本線に命名[8]。
- 1932年（昭和7年）12月6日：小倉 - 鹿児島駅間全通により日豊本線に命名[9]。
- 1949年（昭和24年）6月10日 - 昭和天皇の戦後巡幸があり、お召し列車が発着[10]。
- 1965年（昭和40年）10月1日：小倉 - 行橋駅間複線化[2]。
- 1966年（昭和41年）10月1日：小倉 - 新田原駅間電化[2]。
- 1974年（昭和49年）10月1日：貨物の取り扱いを廃止[11]。
- 1985年（昭和60年）3月14日：荷物扱い廃止[11]。
- 1986年（昭和61年）3月29日：みどりの窓口を設置[12]。
- 1987年（昭和62年）4月1日：国鉄分割民営化により九州旅客鉄道が承継[13]。
- 1989年（平成元年）10月1日：田川線が平成筑豊鉄道に転換[2]。
- 1992年（平成4年）10月22日：駅高架化工事の起工式[2][14]。
- 1998年（平成10年）
  - 5月24日：平成筑豊鉄道が高架化[15]。
  - 7月19日：日豊本線上り線が高架化[15]。
- 1999年（平成11年）8月28日：駅高架化工事完成[16]。
- 2000年（平成12年）10月2日：自動改札機を設置し、供用開始[17]。
- 2002年（平成14年）
  - 連続立体高架橋及び駅周辺整備が、2002年度グッドデザイン賞受賞[18]。
- 2009年（平成21年）
  - 3月1日：ICカードSUGOCAの利用を開始[19]。
  - 4月1日：平成筑豊鉄道の駅にネーミングライツにより「ゆめタウン」の愛称（副駅名）が付く[20][21]。
- 2018年（平成30年）3月30日：行橋駅旅行センターが営業終了。
- 2019年 （令和元年）10月1日：平成筑豊鉄道全線に駅ナンバリング導入。

## 駅構造

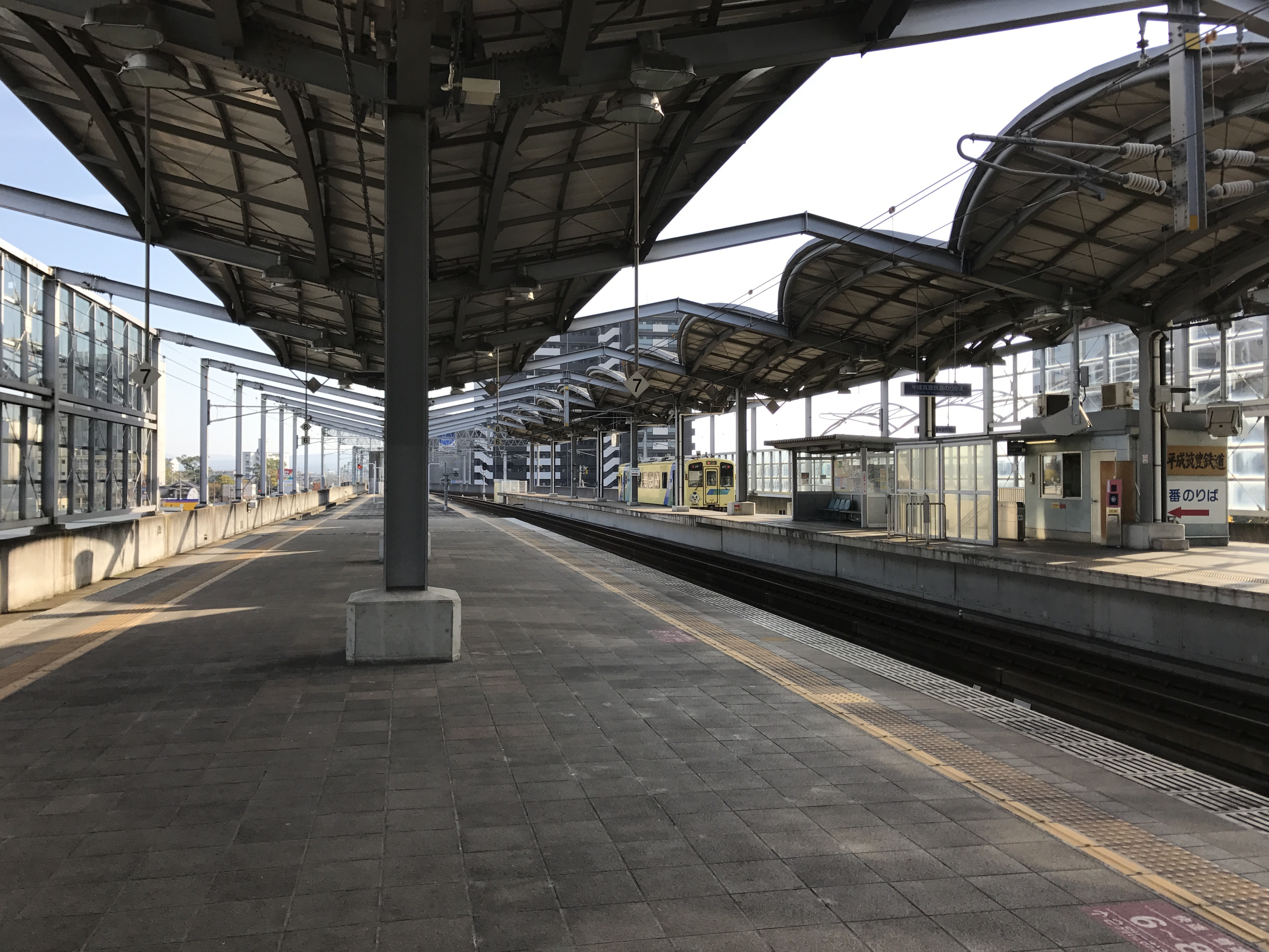
1・2番のりば（JR九州線）より南方向。右奥には、切欠きホームの5番のりば（平成筑豊鉄道）と乗り換え改札口が見える。

島式ホーム2面4線と、日豊本線上りホーム（3・4番のりば）の南端に切欠きホームの平成筑豊鉄道線のりば（5番のりば）が設置される高架駅。平成筑豊鉄道線ホーム及び地平部へ通じる階段はJR改札外にあり、21時10分から翌朝6時40分の間の階段の閉鎖時間以外は自由に出入りできる（エレベーターはない）。乗車券は地平部に設置されている自動券売機で購入するが、車内で現金払いも可能。
平成筑豊鉄道ホームと日豊本線上りホームとの境に乗り換え改札口があり、JRの自動券売機が設置されている。日豊本線ホームにあるエレベーターを利用する場合は、平成筑豊鉄道の乗車券（降車の場合は精算済票を含む）を提示することによりJR改札口 - 上りホーム - 乗換改札口の間を通行できる。以前は乗り換え改札口にはSUGOCAの簡易改札機があったが、現在は通常の自動改札機となっている（平成筑豊鉄道は車内精算）。
本屋口はJR九州直営駅でみどりの窓口が設置されている。駅長配置駅。平成筑豊鉄道乗換口はJR九州サービスサポートに業務を委託している。自動改札機を備え、2009年以降はSUGOCAが利用可能となっている。その他の設備等には旅行センター・ATMコーナー・駅レンタカー・コンビニがある。

### のりば
| のりば | 路線                | 方向 | 行先                           | 備考                          |
| ------ | ------------------- | ---- | ------------------------------ | ----------------------------- |
| 1・2   | JR日豊本線          | 下り | 中津・柳ケ浦・宇佐方面         |                               |
| 3・4   | JR日豊本線          | 上り | 小倉・門司港方面 / 下関方面    | ただし当駅始発は一部1番のりば |
| 5      | ■平成筑豊鉄道田川線 | -    | 犀川・田川伊田・金田・直方方面 |                               |

## 駅弁
- 2006年9月末まで駅構内（改札外）にある小松商店の直営売店で駅弁が販売されていた。
  - かしわめし
  - 四季の味
  - しゃこ寿司（10月 - 5月の間のみ販売：要予約）
  - 上等弁当
  - 周防灘のかほり
  - 幕の内弁当
- 上記駅弁の一部は特急「ソニック」（一部除く）車内で予め車内販売係員に申し出れば車内で購入が可能であった。また、その後もかしわめし・四季の味・幕の内弁当のみ駅構内（改札外）のキヨスクまたは駅前の小松商店本店で販売されていたが、2009年8月末に調製元が廃業したため現在は販売されていない[1][24]。

## 利用状況
- JR九州 - 2023年度の1日平均乗車人員は5,426人であり、JR九州の駅としては第34位である[25]。また日豊本線の駅[26]としては宮崎駅に次いで5番目に多い。
- 平成筑豊鉄道 - 2021年度の1日平均乗車人員は347人であり、同社の駅としては第2位である[27]。

| 年度   | JR九州           | 平成筑豊鉄道     | 平成筑豊鉄道     |
| 年度   | 1日平均 乗車人員 | 1日平均 乗降人員 | 1日平均 乗車人員 |
| ------ | ---------------- | ---------------- | ---------------- |
| 2000年 | 7,325            |                  |                  |
| 2001年 | 7,230            |                  |                  |
| 2002年 | 7,033            |                  |                  |
| 2003年 | 7,008            |                  |                  |
| 2004年 | 6,953            |                  |                  |
| 2005年 | 6,909            |                  |                  |
| 2006年 | 6,863            |                  |                  |
| 2007年 | 6,817            |                  |                  |
| 2008年 | 6,807            |                  |                  |
| 2009年 | 6,520            |                  |                  |
| 2010年 | 6,652            |                  |                  |
| 2011年 | 6,661            | 1,041            | 554              |
| 2012年 | 6,633            | 874              | 482              |
| 2013年 | 6,730            | 896              | 510              |
| 2014年 | 6,468            | 837              | 484              |
| 2015年 | 6,503            | 837              | 461              |
| 2016年 | 6,381            | 747              | 424              |
| 2017年 | 6,369            | 734              | 443              |
| 2018年 | 6,233            | 808              | 445              |
| 2019年 | 6,172            |                  | 478              |
| 2020年 | 4,652            |                  | 351              |
| 2021年 | 4,790            |                  | 347              |
| 2022年 | 5,120            |                  |                  |
| 2023年 | 5,426            |                  |                  |

## 駅周辺
行橋市の中心部で金融機関もおおむね揃っている。東側（市役所側）は行橋市の中心部で、行橋駅前通りには商店街が軒を連ねる。西側（安川通り側）はマンション等が開発されており、周辺には大型ショッピングセンターなどの商業施設も増加している。中心部から少し離れると住宅地である。
- 福岡県道211号線（行橋駅前通り）
- ハミング通り
- えびす通り商店街
- 国道496号
- 福岡県道28号線（旧国道10号）
- 福岡県道246号線（市役所通り）
- 行橋市役所
- 行橋西宮市郵便局
- 行橋カトリック幼稚園
- みやこホテル MIYAKO HOTEL YUKUHASHI[29]
- 行橋大橋郵便局
- 行事保育所
- 福岡地方検察庁行橋支部
- 福岡県行橋警察署
  - 行橋駅前交番
- 行橋税務署
- 行橋簡易裁判所
- 行橋市立行橋小学校
- 行橋市立行橋中学校
- 行橋郵便局
- 浄喜寺
- 豊前国分寺跡
- 正八幡神社
- ゆめタウン行橋
  - 保険ひろばゆめタウン行橋店
- 福岡京築農業協同組合営農経済本部
- 福岡県立京都高等学校
- ゆめマート行橋駅前
- コスタ行橋
- 安川電機行橋工場
- コスメイト行橋
- リブリオ行橋
- 京都看護専門学校
- 西鉄バス北九州 行橋自動車営業所
- 須佐神社
- 福岡銀行行橋支店
- 福岡中央銀行行橋支店
- 福岡ひびき信用金庫行橋支店
- 西日本シティ銀行行橋支店
- 九州労働金庫行橋支店
- 田川信用金庫行橋支店
- 行橋中央病院
- 行橋厚生病院
- ホテルルートイン行橋

## バス路線
西鉄バスおよび太陽交通のバスが発着する。
- 駅東口
  - 西鉄バス北九州
    - 高速：苅田駅前 → 津田 → 小倉東インターチェンジ → 西鉄天神高速バスターミナル
    - 19：苅田駅 → 朽網駅 → 下曽根駅北口 → 寺迫口 → 九州労災病院
    - 高速・19：行橋営業所構内

  - 太陽交通
    - 行事線：行事 → 西工大駅 → 小波瀬病院
    - 蓑島線：市役所前 → 文久 → 蓑島
    - 白川線：白川農協 → 谷
    - 長井線：市役所前 → 長井 → 稲童 → JR新田原駅
    - 椿市線：椿市 → 下崎
    - 郡界線：西鉄営業所前 → 辻垣 → JR新田原駅 → 郡界 → 工業団地・築城駅・ルミエール・稲童漁港
    - 前田ヶ丘線：前田ヶ丘
    - 香春線：中津熊 → 黒田 → 新町入口 → 香春町役場
    - 矢留線：コスタ行橋 → 矢留神社前
    - 豊津線：西鉄営業所前 → 豊津支所 → 木井馬場
    - 矢留線：市役所
    - 蓑島線・郡界線・香春線・豊津線：ゆめタウン
    - 新町線一部便
- 駅西口 - 太陽交通の一部路線のみ発着する。
  - 太陽交通
    - 新町線：ゆめタウン → 宮ノ杜 → 新町入口
    - 行事線・前田ヶ丘線全便（始発・終着は駅東口）
    - 蓑島線・郡界線・香春線・矢留線・豊津線一部便

## 隣の駅
九州旅客鉄道（JR九州）
 日豊本線
- 特急「ソニック」「にちりん」「にちりんシーガイア」「きらめき」停車駅

■快速（上りのみ運転）
下曽根駅 (JF06) ← 行橋駅 (JF10) ← 築城駅
■普通
小波瀬西工大前駅 (JF09) - 行橋駅 (JF10) - 南行橋駅
平成筑豊鉄道
■田川線
行橋駅 (HC31) - 令和コスタ行橋駅 (HC30)